# Las Veneno
Las Veneno son un grupo cómico español.

## Historia
Nacido en 1988 como trío sus primeras integrantes fueron Pepa Giralte, Gracia Olayo y Montserrat Alentorn. Esta formación puso en escena varios montajes teatrales cómicos como Radio cabaret (1990) y Veneno pa' ti (1991), ambas de Ferrán Rañé. Se trataba de espectáculos en los que no sólo hacían humor, sino que interpretaban, cantaban y actuaban.
En 1993, Arancha de Juan y Carmen Navarro sustituyeron respectivamente a Giralte y Alentorn, quedando solo entre las integrantes iniciales Gracia Olayo. En esa época pusieron en escena algunos de sus mayores éxitos como Air Veneno (1994), de nuevo con Ferrán Rañé.
En 1996 se produce el último cambio en la formación, que de trío pasa a convertirse en dúo con Gracia Olayo y su hermana gemela Sole. A partir de ese momento, compaginan trabajos en televisión: dirigida por Gabriel Olivares  y Antonia Machín (2006), dirigida por Aitor Mazo.
En 1999 hicieron de asistentes de Concha Velasco en Sorpresa, ¡Sorpresa!.

## Filmografía
Televisión
- Sorpresa, ¡Sorpresa! (1999)
- Qué fue de las hermanas Sue? (1998)
- Tú no tienes la culpa, Federico (1999)
- Vida Sexual del español medio (2004)
- El humor de tu vida (2004)